# Campanula macrostyla
Campanula macrostyla är en klockväxtart som beskrevs av Pierre Edmond Boissier och Theodor Heinrich von Heldreich. Campanula macrostyla ingår i släktet blåklockor, och familjen klockväxter. Inga underarter finns listade i Catalogue of Life.